# Melanóma
A melanóma vagy melanoma malignum a bőr pigmenttermelő sejtjeiből (melanocyta) kiinduló rosszindulatú daganat.

## Formái
- felületesen terjedő melanoma (superficially spreading melanoma)
- acrolentiginosus melanoma
- mucosalis melanoma
- nodularis melanoma
- desmoplasticus melanoma

## Diagnózis, stádiumai

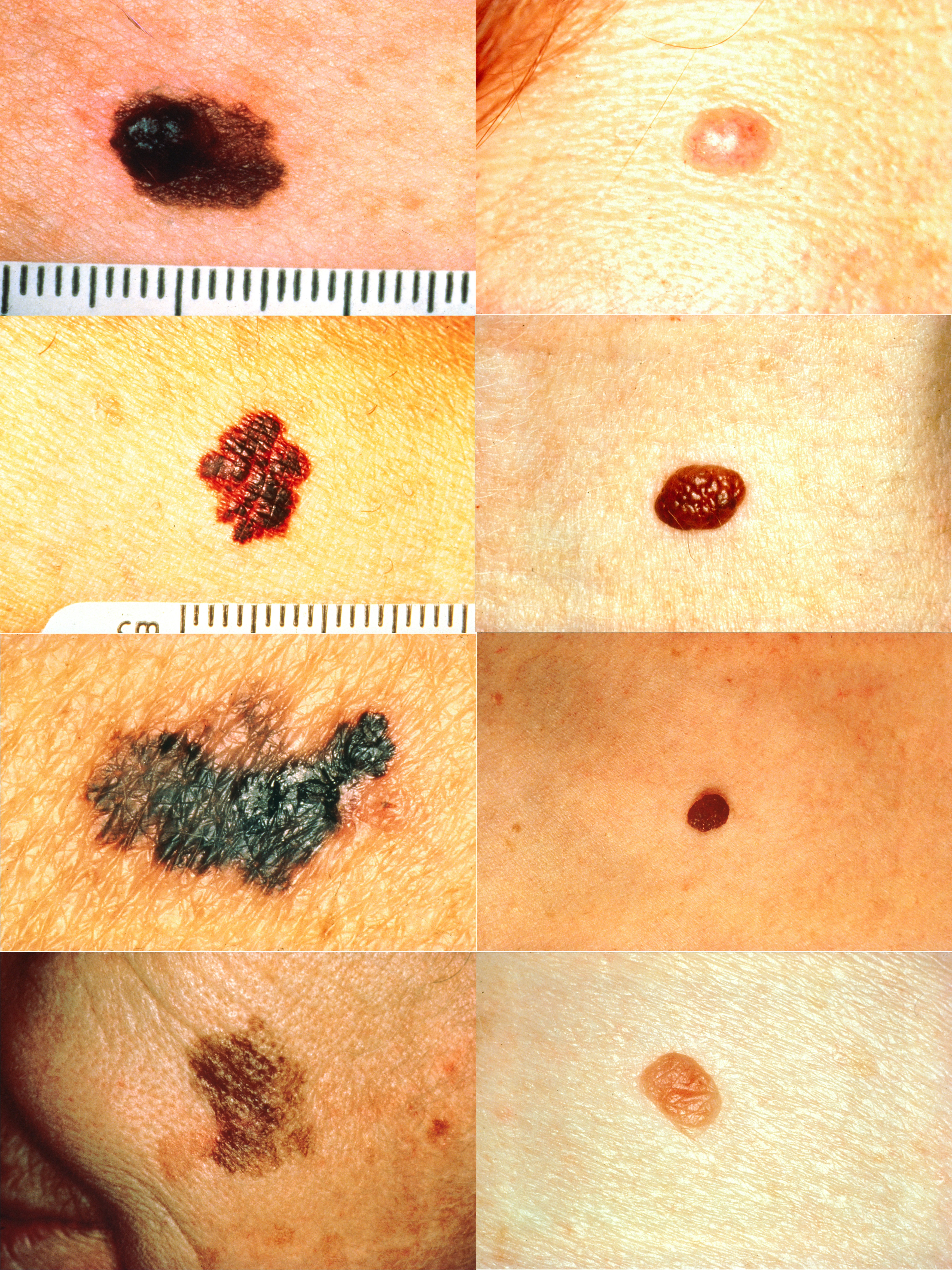
Az "ABCDE" szabály bemutatása: bal oldal, fentről lefelé: aszimmetria, szabálytalan határ, a barnának különböző színárnyalatai, növekvő melanóma, a jobb oldalon normális anyajegyek vannak

## Megelőzés

### Ultraibolya sugárzás kerülése
Az ultraibolya sugárzás forrásainak (a nap és a szoláriumok) való kitettség minimalizálása, és a napvédő ruházat (hosszú ujjú ing, hosszú nadrág és széles karimájú sapka) viselése védelmet jelenthet.
Valamikor úgy tartották, hogy a barnuláshoz használt mesterséges fény segít megelőzni a bőrrákokat, de valójában a melanomák előfordulásának növekedéséhez vezethet.
Az UV körömlámpák, amelyeket a körömszalonokban a körömlakk szárítására használnak, az UV-sugárzás másik gyakori és elterjedt forrása, amely elkerülhető. Bár a bőrrák kialakulásának kockázata UV körömlámpa használata miatt alacsony, mégis ajánlott ujj nélküli kesztyű viselése és/vagy SPF 30 vagy nagyobb fényvédő krém alkalmazása az UV körömlámpa használata előtt.
A szervezet UV-fényt használ a D-vitamin előállításához, ezért egyensúlyba kell hozni az egészséges D-vitamin szintjének fenntartásához szükséges napfény bevitelét a melanoma kockázatának csökkentésével; 24 óránként körülbelül fél órányi napsugárzás szükséges ahhoz, hogy a szervezet a szükséges D-vitamin mennyiséget, és körülbelül ugyanannyi idő kell ahhoz, hogy a világos bőrűek leégjenek. A napfénynek való kitettség időszakos is lehet, nem szükséges egyhuzamban a napon tartózkodni.

### Fényvédő krémek használata
A fényvédő krémek használata hatásosnak tűnik a melanoma megelőzésében. Korábban az 50-es vagy magasabb fényvédőfaktorú (SPF) fényvédők használatát javasolták a kitett területeken; mivel a régebbi fényvédők hatékonyabban blokkolták az UVA-t magasabb SPF-vel. Jelenleg az újabb fényvédő összetevők (avobenzon, cink-oxid és titán-dioxid) hatékonyan blokkolják mind az UVA, mind az UVB sugárzást még alacsonyabb SPF mellett is. A fényvédő krém a laphámsejtes karcinóma, egy másik bőrrák ellen is véd.
Felvetődött az aggodalom, hogy a fényvédő krém hamis biztonságérzetet kelthet a nap által okozott károkkal szemben.[99]

### Gyógyszerek
Egy 2005-ös áttekintés kísérleti bizonyítékot talált arra vonatkozóan, hogy a sztatin és a fibrát csökkentheti a melanoma kockázatát. Egy 2006-os áttekintő vizsgálat és meta-analízis azonban nem támasztotta alá a sztatin és fibrát szedésének előnyeit a melanoma megelőzésében.

### Mobil alkalmazások
A súlyosabb esetek megelőzhetők a melanoma korai felismerésével. A mesterséges intelligencia, ezen belül a képelismerő algoritmusok rohamos fejlődésének következtében ma már elérhetők olyan mobil alkalmazások, melyek képesek akár korai fázisban is felismerni a rosszindulatú melanomát.

## A melanoma híres áldozatai
Bob Marley acrolentiginosus melanomaban halt meg 1981 május 11-én, 36 éves korában.
Sütő András Kossuth-díjas erdélyi magyar írónál 1999-ben diagnosztizáltak festékes daganatot (melanoma malignum). Az Országos Onkológiai Intézetben hosszú évekig állt kezelés alatt és ott is halt meg, életének 80. évében, 2006. szeptember 30-án.